# Francesca Gonshaw
Francesca Gonshaw (ur. 25 listopada 1959 w Londynie) – brytyjska aktorka serialowa, występowała w roli kelnerki Marii w pierwszych trzech seriach ’Allo ’Allo!. Jej kariera aktorska trwała w latach 80.

## Filmografia (wybór)
- 1982-87 – ’Allo ’Allo! jako Maria Recamier
- 1983 – Pies Baskerville’ów jako Młoda dziewczyna na bagnach
- 1990 – Duch w Monte Carlo jako Senorita Rodriguez
- 1992 – teledysk Digging In The Dirt (Peter Gabriel)